# يمنى شري
يمنى شرّي هي إعلامية لبنانية، تنقلت في عملها بين الإذاعة والتلفزيون والإعلام المكتوب.

## حياتها
والدها أستاذ في التاريخ ووالدتها أستاذة في الأدب العربي، حاصلة عل شهادة في الأدب الفرنسي من جامعة القديس يوسف في بيروت ،وشهادة من كُلْيَة الإعلام في الجامعة اللبنانية تخصص إذاعة وتلفزيون

### تعرضها لحادث ودخولها المستشفى
في مايو 2021 تعرضت لحادث من جرّاءِ تعثرها وسقوطها عن الدرج في حادثٍ أدّى إلى فقدانها الوعي ونقلها إلى المستشفى وبقيت لساعاتٍ في العناية المركزة، بعدما تخوّف الفريق الطبي المُشرف على حالتها من حدوث ارتجاج في الدماغ أو تعرّضها لنزيف داخلي، لكنها تخطت مرحلة الخطر من دون مضاعفات وأكّد الأطباء أنها لم تتعرّض لأي نزيف لكنّها أصيبت برضوض في مختلف أنحاء جسمها وتحتاج إلى مدّة من الراحة للتعافي.

## دخولها مجال التمثيل
خاضت مجال التمثيل في أول تجرِبة مع زميلها جوزيف حويك في أحد المسلسلات اللبنانية، بعدها شاركت بمسلسلات عدة
- (2015): حياة سكول بدور «كندة»[4]
- (2019): الباشا بدور «أسيل» [5]
- (2020): هند خانم بدور «شيرين»[6]

## البرامج التي قدمتها
| البرنامج                         | عرض على                          |
| -------------------------------- | -------------------------------- |
| ياحاضر يا ماضي                   | تلفزيون المستقبل                 |
| طل القمر                         | تلفزيون المستقبل                 |
| الليل المفتوح                    | تلفزيون المستقبل                 |
| طل القمر واحلو السهر             | تلفزيون المستقبل                 |
| إجا القمر عالباب                 | تلفزيون المستقبل                 |
| ليل وقمر ونجوم                   | تلفزيون المستقبل                 |
| بعد سهار                         | تلفزيون المستقبل                 |
| عالم الصباح                      | تلفزيون المستقبل                 |
| القمر عالباب                     | تلفزيون المستقبل                 |
| هلا يمنى في مهرجان هلا فبراير    | تلفزيون المستقبل، تلفزيون الكويت |
| يمنى في دبي في مهرجان دبي للتسوق | تلفزيون المستقبل                 |
| ليالي المدينة                    | تلفزيون المستقبل                 |
| صباح النور                       | تلفزيون المستقبل                 |
| حفلات هلا فبراير 2016            | تلفزيون الكويت                   |

## تكريمات
- لبنان: تكريم من محافظ طرابلس 2019[7]